# Crisis de Bophuthatswana de 1994
La crisis de Bophuthatswana de 1994 fue una grave crisis política que comenzó después de que Lucas Mangope, presidente de Bophuthatswana, un bantustán sudafricano nominalmente independiente bajo el régimen del apartheid, intentara aplastar el malestar popular generalizado y las manifestaciones exigiendo la incorporación al territorio a Sudáfrica en espera de elecciones no raciales más tarde ese año.  Inmediatamente estallaron protestas violentas tras el anuncio del presidente Mangope el 7 de marzo, después de que Bophuthatswana boicotearía las elecciones generales de Sudáfrica. La situación se intensificó con la llegada de milicias afrikáner que buscaban preservar el gobierno de Mangope. La Fuerza de Defensa de Bophuthatswana y la policía, predominantemente negra, se negaron a cooperar con los extremistas blancos y se amotinaron, obligando a las milicias afrikáner a abandonar  Bophuthatswana.  El ejército sudafricano entró a Bophuthatswana y restableció el orden el 12 de marzo. 
La crisis de Bophuthatswana puso de relieve la profunda impopularidad del gobierno de Mangope y del sistema de bantustanes entre la mayoría de sus residentes. Ha sido recordado en gran medida por la ejecución televisada de tres militantes del Movimiento de Resistencia Afrikáner (AWB) por un oficial de policía negro, Ontlametse Bernstein Menyatsoe. Esto resultó ser un desastre de relaciones públicas para la AWB y desmoralizando el movimiento, que entonces tenía la intención de preservar el gobierno de la minoría blanca.

## Trasfondo histórico
Producto del apartheid territorial, Bophuthatswana, popularmente apodada "Bop" por sus nacionales, aceptó la independencia nominal en 1977 de la administración nacionalista del Partido Nacional (Sudáfrica) de Sudáfrica. Bophuthatswana, la segunda unidad nacional en alcanzar el estatus de bantustán con poderes de autogobierno limitados pero hipotéticamente crecientes, adoptó como documento de gobierno una ley redactada por la antigua Autoridad Territorial Tsuana bajo la dirección de Sudáfrica. Sudáfrica insistió en que las elecciones deberían celebrarse ya en 1972, pero no había partidos políticos en la nueva región. Esto cambió rápidamente con la ascensión de Kgosi Lucas Mangope, quien fundó la Setshaba sa Bophuthatswana (inglés: "Partido Nacional Bophuthatswana"). Mangope apuntó a los votos rurales y obtuvo una mayoría fácil en el nuevo parlamento.
Aunque Bophuthatswana no fue reconocida como una entidad única por ningún estado extranjero, se estima que dos millones de tsuana perdieron su ciudadanía sudafricana en consecuencia. La Constitución de 1977 la convirtió en una democracia autónoma dentro de la República de Sudáfrica, con un área de jurisdicción que abarca seis distritos poblados por negros del área designada Tswana. Se excluyeron las zonas reservadas para personas blancas que abarcan gran parte de la capital y la industria.

### Preludio
Bajo el gobierno de Mangope, las libertades políticas en Bophuthatswana se deterioraron. Los opositores al Estado fueron objeto de destierro, arresto o acoso extrajudicial. El Congreso Nacional Africano también fue considerado una organización ilegal. La liberación de Nelson Mandela en 1990 y F.W. Las negociaciones posteriores para poner fin al apartheid de Klerk abrieron la posibilidad de reincorporar los bantustanes fragmentados en un estado sudafricano unitario. Aunque todas las tierras tribales dejaron de existir en 1993 bajo una constitución provisional, Mangope siguió comprometido con el principio de "independencia" de Bophuthatswana.
Muchos votantes tsuana estaban consternados ante la perspectiva de su futura exclusión de las próximas elecciones nacionales sudafricanas; La oposición aumentó, pero siguió sujeta a una creciente represión. Los grupos de derechos humanos se quejaron de que a los ciudadanos se les prohibía asistir a programas de educación electoral y que sólo los leales a Mangope disfrutaban del derecho de reunión.
El 1 de enero de 1994, de Klerk restauró la ciudadanía sudafricana a los residentes de Bophuthatswana, pero se resistió a la idea de destituir a su gobierno del poder. Mangope acordó reunirse con representantes de la Comisión Electoral de Sudáfrica pero se negó a considerar participar en las próximas elecciones nacionales. Posteriormente, un miembro de la comisión advirtió que "... su intransigencia [de Mangope] hacía inevitable la confrontación".

## Eventos

### Huelga general
A finales de febrero, los ejecutivos de cincuenta y dos ministerios de Bophuthatswanan formaron el llamado "Comité de Crisis Mmabatho/Mafikeng", que debía abordar el papel y el estatus de los funcionarios públicos tras la prevista reintegración a Sudáfrica. Sin embargo, Mangope se negó a abordar las preocupaciones del comité y simplemente sostuvo que continuaría oponiéndose a la reintegración con Sudáfrica en el futuro previsible. El comité respondió convocando una huelga general . Dado que el gobierno sudafricano iba a disolver Bophuthatswana el 27 de abril, los funcionarios exigieron sus salarios y pensiones públicas mucho antes de esa fecha.
Al carecer de los fondos del tesoro para acomodarlos, Mangope simplemente no respondió. Esto alarmó a la policía de Bophuthatswana, que se unió a la huelga de inmediato. Cuando quedó claro que el país Las fuerzas del orden dejaron de funcionar y se produjeron saqueos masivos en la capital. Posteriormente se desplegó la Fuerza de Defensa de Bofutatswana (BDF) para restablecer el orden.
El miércoles 9 de marzo la situación se deterioró aún más. El personal de la Bofutatswana Broadcasting Corporation se unió a la huelga de la administración pública, tomó el control de las instalaciones de radio y televisión y tomó como rehén a Eddie, de Lucas Mangope. Mientras tanto, los estudiantes de la Universidad de Mmabatho comenzaron a boicotear las clases en apoyo de la huelga. Los saqueos continuaron en Mmabatho y en los centros comerciales locales, como el complejo comercial Mega City. fueron gravemente dañados o destruidos debido a incendios desenfrenados. Cuando quedó claro que el BDF no estaba tomando ninguna medida para frenar el estado de anarquía, Mangope tomó la decisión de llamar a fuerzas externas para ayudar a restaurar el orden.

### Levantamiento inicial
El 8 de marzo de 1994, el presidente invitó al general Constand Viljoen, jefe del derechista Afrikaner Volksfront, a una reunión de sus principales ministros de las Fuerzas de Defensa de Bophuthatswana, la policía nacional y los servicios de inteligencia. Se acordó que Viljoen utilizaría la milicia del Volksfront para proteger lugares clave en Bofutatswana si la situación se deterioraba. El Parlamento estaba autorizado a solicitar la ayuda de Viljoen antes en caso de una reintegración forzosa. Mangope inicialmente dejó claro, sin embargo, que no toleraría que el aliado más extremista del Volksfront, el Afrikaner Weerstandsbeweging, estando presentes porque eran una organización violentamente racista. Viljoen era considerado un líder blanco más moderado y era respetado por los miembros de las Fuerzas de Defensa y la policía de Bophuthatswana, ya que fue el exjefe tanto del Ejército Sudafricano (de 1976 a 1980) como de todo las Fuerza de Defensa de Sudáfrica (de 1980 a 1985).
El 10 de marzo, la situación no hacía más que empeorar y se recomendó al presidente Mangope que abandonara Bophuthatswana para su propia protección. Salió rápidamente de su país en helicóptero a las dos de la tarde del jueves y voló a un lugar seguro en Motswedi. Más tarde esa tarde, un grupo de policías anti-Mangope presentó una petición al embajador sudafricano, el profesor Tjaart van der Walt, pidiendo que Bophuthatswana se reintegrara a la república contra los deseos de su presidente. A última hora de la tarde, prácticamente toda la autoridad encargada de hacer cumplir la ley había colapsado y los militares quedaron con la responsabilidad de mantener el orden.
Tras más protestas y crecientes rumores de que los partidarios del ANC se concentraban en las fronteras establecidas de Bophuthatswana, Mangope pidió a Viljoen y al Volksfront que ayudaran de inmediato a mantener la paz. Los afrikaners fueron rápidamente reunidos y movilizados, bajo el mando del coronel retirado de las Fuerza de Defensa de Sudáfrica Jan Breytenbach. Dirigida por uno de los lugartenientes de Breytenbach, el comandante Douw Steyn, una gran fuerza del Volksfront se reunió en la Base de la Fuerza Aérea Mmabatho a principios del 11 de marzo.
Mientras tanto, la Fuerza de Defensa Sudafricana se preparó para intervenir, aparentemente para proteger la embajada de Bophuthatswanan en Sudáfrica y las vidas de sus ciudadanos en el bantustán. También avanzaban paramilitares no deseados de AWB llamados desde Ventersdorp y el Transvaal occidental (especialmente Witbank y Rustemburgo). Sus contingentes más grandes tomaron posiciones cerca de Mahikeng y Rooigrond, respectivamente.
Esa noche, el coronel Antonie Botse se disgustó al ver al líder del AWB Eugene Terre'Blanche y al comandante del Volksfront juntos en la base aérea, insistiendo en que el primero retirara a sus partidarios inmediatamente. Jack Turner, de las Fuerzas de Defensa de Bofuthatswana, reiteró la solicitud de Botse, pero Terre'Blanche insistió en que Mangope había solicitado su presencia. A Turner le preocupaba que sus tropas negras y los civiles locales entraran en pánico cuando vieran al personal de AWB, debido a la reputación establecida de Terre'Blanche como extremista.
Varios civiles murieron a manos de las fuerzas de AWB, que dispararon contra saqueadores y transeúntes por igual. Greg Marinovich, periodista y miembro del Bang-Bang Club, afirmó que un miembro de AWB presente había comentado en afrikáans: "Ons is op 'n kafferskiet piekniek" ("Estamos en un kaffir-pícnic de tiro'). En respuesta, las Fuerzas de Defensa de Bofuthatswana, predominantemente negras, agitadas por la incapacidad de sus superiores para controlar a los pistoleros de la AWB, se amotinaron contra sus oficiales blancos. Entraron en Mmabatho y Mafikeng en vehículos blindados, rodearon a la AWB y les ordenaron que abandonaran Bofutatswana inmediatamente.
La AWB comenzó a retirarse de Mmabatho al mediodía en un convoy, dejando atrás a sus compatriotas del Volksfront. Conduciendo imprudentemente por Mafikeng y el centro de Mmabatho, algunos combatientes de AWB continuaron disparando a ciudadanos negros en la calle, matando al menos a dos. Multitudes de residentes negros enojados eventualmente se movilizaron para bloquear el paso del convoy, cantando consignas desafiantes. Un afrikáner con un arma automática disparó varias balas sobre sus cabezas para dispersar el control humano.

##### Asesinato de Wolfaardt, Uys, y Fourie
El convoy de vehículos del AWB había estado disparando contra casas al borde de la carretera mientras pasaban por una zona negra pobre de Mafikeng. Miembros de la policía de Bophuthatswana habían tendido una emboscada y abrieron fuego contra el convoy del AWB, matando a un militante del AWB, Francois Alwyn Venter, e hiriendo a otros once. Aunque la mayoría de los vehículos de AWB lograron escapar, el último vehículo quedó atrás. El coronel de la AWB Alwyn Wolfaardt, el general de la AWB Nicolaas Fourie y Veldkornet (Field Cornet) Jacobus Stephanus Uys conducían un Mercedes-Benz W108 azul al final del convoy. El conductor, Fourie, recibió un disparo en el cuello; otro pasajero, Wolfaardt; en el brazo y el pasajero restante, Uys, en la pierna. Wolfaardt y Uys resultaron heridos y Fourie murió casi instantáneamente. Wolfaardt salió del coche a trompicones y blandió una pistola, pero los espectadores le advirtieron que no empezara a disparar. Un agente de policía de Bophuthatswana le quitó el arma. Media docena de periodistas que habían llegado al lugar registraron lo que siguió. Una multitud de lugareños que se mezclaban con los periodistas comenzaron a burlarse de los dos supervivientes. "Negros bastardos", murmuró Uys, antes de darse cuenta de la locura de sus palabras y disculparse.
Entonces un policía le dijo a un periodista: "Queremos matar a estos malditos perros. Han matado a mujeres. Son animales, no personas". Un periodista se acercó y habló con Wolfaardt, preguntándole si era miembro de la AWB. Wolfaardt confirmó esto, informando que habían sido enviados desde Naboomspruit. Luego suplicó por su vida y la de su compañero herido: "¡Por favor, Dios, ayúdanos! ¡Consíguenos ayuda médica!", dijo. En respuesta, un oficial de policía gritó enojado: "¿Quién te crees que eres? ¿Qué estás haciendo en mi país?". Se acercó a los dos hombres, apuntó con su rifle R4 y disparó dos balas a cada hombre a quemarropa, disparando otras dos al cuerpo de Fourie, que luego procedió a patear. las costillas. La ejecución fue captada por los periodistas cercanos y retransmitida en todo el mundo. Poco después de la muerte de los militantes del AWB, el BDF ordenó al Afrikaner Volksfront que abandonara el sitio. El Volksfront se retiró de una manera mucho más ordenada esa misma tarde, acompañado por una escolta militar para evitar al público en general, aunque un militante del Volksfront, Francois Willem Jansen Van Rensburg, fue asesinado a tiros por un miembro no identificado del BDF durante la retirada. 
Cuando el Volksfront y AWB completaron su retirada, unidades de la Fuerza de Defensa de Sudáfrica (SADF) se movieron para ocupar Bofuthatsuana y asumir la responsabilidad de la seguridad del territorio. Mangope El régimen fue abolido formalmente por el gobierno sudafricano el mismo día.

## Consecuencias
Inmediatamente después del incidente, Constand Viljoen renunció como colíder del Afrikaner Volksfront, citando diferencias irreconciliables en el liderazgo, y posteriormente confirmó el registro del Frente de la Libertad, un nuevo partido político que representa a los conservadores blancos.
Nelson Mandela posteriormente celebró una manifestación en Bofutatsuana el 15 de marzo, a la que asistieron 50,000 personas. Cuando elogió a los miembros del ejército y la policía de Bofutatsuana, "la policía y las fuerzas de defensa de Bofutatsuana dieron a la extrema derecha blanca una lección que nunca olvidarán. Fueron expulsados y humillados". También dijo que la caída del régimen de Mangope debería servir como advertencia a los otros "tiranos de juguete" en el país.
Después de la transición a la democracia no racial, Lucas Mangope permaneció activo en política, formando el Partido Demócrata Cristiano Unido en 1997. El apoyo del partido se limitó a la Provincia del Noroeste (que contenía la mayor parte de Bofutatsuana), y en su apogeo ocupó tres escaños de 400 en la Asamblea Nacional Asamblea Nacional de Sudáfrica. Su partido argumentó que bajo el ANC liderado por los xhosa, su calidad de vida en la provincia se deterioraría y que las condiciones mejorarían porque el pueblo tsuana se gobernaba a sí mismo. Mangope dirigió el partido durante quince años, pero fue expulsado del partido en 2012. Había sido acusado de ser autocrático, pero no asistió a su audiencia disciplinaria y se le canceló su membresía. En el período previo a las siguientes elecciones,(en 2014), muchos de los miembros del partido, alentados por Mangope, abandonaron para unirse a la Alianza Democrática. Posteriormente, el partido perdió todos sus escaños, incluidos los del parlamento provincial y la legislatura provincial..

### Audiencia de amnistía
El agente de policía Ontlametse Bernstein Menyatsoe no fue acusado de asesinato. Solicitó amnistía a la Comisión de la Verdad y Reconciliación (TRC), basándose en que los asesinatos tenían motivaciones políticas. Las familias de Wolfaardt, Uys y Fourie se opusieron a la solicitud. En la audiencia de agosto de 1999, Menyatsoe fue interrogado por el líder del AWB Eugene Terre'Blanche. Menyatsoe declaró que le emocionó ver a una madre herida, que había recibido un disparo cuando la AWB había disparado desde sus vehículos contra una multitud cercana. Según otros periodistas, decenas de paramilitares habían estado disparando contra casas tradicionales a lo largo de la carretera que sale de Bofutatsuana. Terre'Blanche señaló que los tres soldados estaban heridos cuando Menyatsoe les disparó y que ya no representaban ninguna amenaza. Menyatsoe dijo que actuó por iniciativa propia debido a la ausencia de un oficial al mando.
La CVR concedió amnistía a Menyatsoe en 1999.